# 义溜胡同
义溜胡同是位于中国北京市西城区东北部的一条胡同。

## 简介
义溜胡同东起地安门外大街，西到前海东沿，位于地安门商场和地安门火神庙之间。
义溜胡同西口即什刹海前海东岸，旧称“义溜河沿”，中华民国时期有小市，今称“前海东沿”。过去什刹海四周有一圈小河，围住什刹海，称为“套河”，用以调节什刹海及北海、中南海的水位。所以什刹海的周围地区泛称“河沿”，比如前海西河沿、前海南河沿。中华人民共和国成立后，套河被填平，地名也相应将“河”字去掉，改称前海西沿、前海南沿等等，义溜河沿也改称“前海东沿”。
义溜胡同是东西走向的一条很窄的巷子。过去多有旧式店铺。义溜胡同西口高于前海东沿，有一坡，可从坡上一溜而下，故得名。但是清朝《顺天府志》中作“义留胡同”，意思显然和上述解释不同。传说，明朝严嵩被罢官之后来这里乞讨，曾从该胡同西口滚落入什刹海，故名一“溜”。义溜胡同内，旧时有同和轩（后改为广庆轩），是北京最大的书茶馆。
21世纪初，义溜胡同进行了大规模拆建，原有建筑拆除，变成了一条地安门商场和地安门火神庙之间的小夹道。义溜胡同以北有万年胡同，原名“万汇大院”。义溜胡同以南有马良胡同、扬俭胡同、帽局胡同。马良胡同，原名“马家大院”，后改“马良大院”，1965年定名“马良胡同”。再往南，迤西有乐春坊，传说清朝时期有人在这里辟建一小园，饲养珍奇的鸟和金鱼供人观赏，故取此名，后来变成了胡同名称。